# Olimpiadi degli scacchi del 1936
Le Olimpiadi degli scacchi del 1936 (in tedesco: Schach-Olympia 1936) si tennero dal 17 agosto al 1º settembre a Monaco di Baviera in concomitanza con i giochi della XI Olimpiade. Non vengono considerate nella numerazione ufficiale delle edizioni delle Olimpiadi degli scacchi in quanto non organizzate dalla FIDE, ma su iniziativa della Federazione Scacchistica Tedesca (Grossdeutscher Schachbund).
Alla manifestazione parteciparono 208 giocatori in rappresentanza di 21 paesi che giocarono 1.680 partite, tale numero rende questa manifestazione la più grossa competizione scacchistica a squadre mai tenuta. Di conseguenza anche i 110,5 punti ottenuti dalla squadra vincente risultano essere il record assoluto di punteggio.

## Risultati finali

### Classifica a squadre
| Pos. | Nazione        | Giocatori | Punti |
| ---- | -------------- | --- | ----- |
|      | Ungheria       | Maróczy, Steiner L., Steiner E., Havasi, Szabó, Barcza, Vajda, Gereben, Balogh, Kóródy Keresztély                                                               | 110,5 |
|      | Polonia        | Frydman, Najdorf, Regedziński, Makarczyk, Friedman, Kremer, Pogorieły, Wojciechowski, Sulik, Jagielski                                                          | 108,0 |
|      | Germania       | Richter, Ahues, Engels, Carls, Rellstab, Sämisch, Rödl, Heinicke, Ernst, Michel                                                                                 | 106,5 |
| 4    | Jugoslavia     | Pirc, Trifunović, Schreiber, Asztalos, König, Kostić, Vuković, Bröder, Tot, Nedeljković                                                                         | 104,5 |
| 5    | Cecoslovacchia | Foltys, Rejfíř, Zinner, Hromádka, Gilg, Pelikán, Richter, Pokorný, Zíta, Herman                                                                                 | 104,0 |
| 6    | Lettonia       | Petrovs, Apšenieks, Feigins, Krumins, Hasenfuss, Mežgailis, Endzelīns, Ozols, Melngailis, Kalniņš                                                               | 96,5  |
| 7    | Austria        | Eliskases, Becker, Lokvenc, Müller, Poschauko, Lenner, Palme, Weil, Krassnig, Weiss                                                                             | 95,0  |
| 8    | Svezia         | Ståhlberg, Lundin, Stoltz, Danielsson, Kinnmark, Ekenberg, Larsson, Bergkvist, Kayser, Sundberg                                                                 | 94,0  |
| 9    | Danimarca      | Andersen, Norman-Hansen, Nielsen, Hage, Nielsen B., Sørensen, Christensen, Petersen, Poulsen, Nielsen H.                                                        | 91,5  |
| 10   | Estonia        | Keres, Raud, Friedemann, Türn, Laurine, Villard, Uulberg, Tsernov, Sepp, Waldemann                                                                              | 90,0  |
| 11   | Lituania       | Mikėnas, Vistaneckis, Vaitonis, Luckis, Abramavičius, Arlauskas, Skema, Tautvaišas, Skibiniauskas, Baikovičius                                                  | 77,5  |
| 12   | Finlandia      | Böök, Krogius, Solin, Salo, Heilimo, Ojanen, Kaila, Candolin, Breider, Colliander                                                                               | 75,0  |
| 13   | Paesi Bassi    | Van Doesburgh, Prins, Felderhof, Van Scheltinga, Hamming, Muehring, De Groot, Cortlever, Koomen                                                                 | 71,5  |
| 14   | Romania        | Alexandrescu, Ichim, Denes, Pichler, Demetriescu, Popa, Halic, Bohosiewicz, Zelinski, Raina                                                                     | 68,0  |
| 15   | Norvegia       | Christoffersen, Kavlie-Jørgensen, Herseth, Rasmussen, Gulbrandsen, Marthinsen, Sauren, Håve, Salbu, Olsen                                                       | 64,5  |
| 16   | Brasile        | De Souza Mendes, Charlier, Cruz, Da Silva Rocha, Trompowsky, Pulcherio, Carlos, Cruz Filho, Magno da Cruz                                                       | 63,0  |
| 17   | Svizzera       | Naegeli, Johner, Grob, Voellmy, Gygli, Stähelin, Plüss, Dikenmann, Ormond, Strehle                                                                              | 61,5  |
| 18   | Italia         | Romi, Rosselli del Turco, Monticelli, Norcia, Napolitano, Campolongo, Rastelli, Stalda, Staldi, Hellmann                                                        | 59,0  |
| 19   | Islanda        | Gilfer, Ásgeirsson, Þorvaldsson, Möller, Snævarr, Guðmundsson, Arnlaugsson, Jónsson, Guðmundsson, Þorsteinsson                                                  | 57,5  |
| 20   | Francia        | Betbeder Matibet, Gibaud, Crépeaux, Jung, Rometti, Gotti, Penel, Bary, Anglares, Courte                                                                         | 43,5  |
| 21   | Bulgaria       | Georgy Geshev, Alexandar Tsvetkov, Dimitar Danchev, Alexander Kiprov, Naiden Voinov, Yury Toshev, Zhak Francez, Heinrikh Max, Andrey Malchev, Ferdinand Horinek | 38,5  |

### Medaglie individuali

#### Prima scacchiera
|  | Giocatore                  | Punti | Partite | %    |
|  | Paul Keres ( Lettonia)     | 15,5  | 20      | 77,5 |
|  | Vasja Pirc ( Jugoslavia)   | 12,0  | 17      | 70,6 |
|  | Gideon Ståhlberg ( Svezia) | 11,5  | 17      | 67,7 |

#### Seconda scacchiera
|  | Giocatore                     | Punti | Partite | %    |
|  | Mieczysław Najdorf ( Polonia) | 16,0  | 20      | 80,0 |
|  | Lajos Steiner ( Ungheria)     | 12,0  | 17      | 70,6 |
|  | Albert Becker ( Austria)      | 11,5  | 17      | 67,7 |

#### Terza scacchiera
|  | Giocatore                     | Punti | Partite | %    |
|  | Bjørn Nielsen ( Danimarca)    | 11,5  | 15      | 76,7 |
|  | Movsas Feigin ( Lettonia)     | 14,5  | 19      | 76,3 |
|  | Emil Zinner ( Cecoslovacchia) | 14,5  | 20      | 72,5 |

#### Quarta scacchiera
|  | Giocatore                        | Punti | Partite | %    |
|  | Karel Hromádka ( Cecoslovacchia) | 14,0  | 20      | 70,0 |
|  | Markas Luckis ( Lituania)        | 13,5  | 20      | 67,5 |
|  | Gösta Danielsson ( Svezia)       | 13,5  | 20      | 67,5 |

#### Quinta scacchiera
|  | Giocatore                   | Punti | Partite | %    |
|  | László Szabó ( Ungheria)    | 16,5  | 19      | 86,8 |
|  | Henryk Friedmann ( Polonia) | 15,5  | 20      | 77,5 |
|  | Ludwig Relltab ( Germania)  | 12,0  | 17      | 70,6 |

#### Sesta scacchiera
|  | Giocatore                     | Punti | Partite | %    |
|  | Borislav Kostić ( Jugoslavia) | 16,0  | 19      | 84,2 |
|  | Leon Kremer ( Polonia)        | 15,0  | 20      | 75,0 |
|  | Feliks Villard ( Estonia)     | 13,0  | 19      | 68,4 |

#### Settima scacchiera
|  | Giocatore                       | Punti | Partite | %    |
|  | Ludwig Rödl ( Germania)         | 14,0  | 20      | 70,0 |
|  | Alfred Christensen ( Danimarca) | 13,0  | 19      | 68,4 |
|  | Henryk Pogoriely ( Polonia)     | 13,5  | 20      | 67,5 |

#### Ottava scacchiera
|  | Giocatore                    | Punti | Partite | %    |
|  | Wolfgang Weil ( Austria)     | 12,5  | 17      | 73,5 |
|  | Herbert Heinicke ( Germania) | 13,0  | 18      | 72,2 |
|  | Karlis Ozols ( Lettonia)     | 10,5  | 15      | 70,0 |

#### Nona scacchiera (prima riserva)
|  | Giocatore                        | Punti | Partite | %    |
|  | František Zíta ( Cecoslovacchia) | 7,5   | 11      | 68,2 |
|  | Wilhelm Ernst ( Germania)        | 9,5   | 14      | 67,9 |
|  | Janos Balog ( Ungheria)          | 8,5   | 13      | 65,4 |

#### Decima scacchiera (seconda riserva)
|  | Giocatore                       | Punti | Partite | %    |
|  | Ozren Nedeljković ( Jugoslavia) | 8,0   | 10      | 80,0 |
|  | Paul Michel ( Germania)         | 9,5   | 12      | 79,2 |
|  | Bertil Sundberg ( Svezia)       | 10,5  | 15      | 70,0 |